# Филиппов, Александр Александрович (футболист)
Алекса́ндр Алекса́ндрович Фили́ппов (укр. Олександр Олександрович Філіппов; род. 23 октября 1992, Авдеевка, Донецкая область) — украинский футболист, нападающий житомирского «Полесья». Играл за молодёжную сборную Украины.

## Биография
Воспитанник УОР (Донецк), за которое в ДЮФЛ играл с 2006 по 2009 год.
В 2011 году стал игроком киевского «Арсенала», где сначала играл в молодёжной команде. 25 ноября 2012 года дебютировал за основную команду в Премьер-лиге в киевском дерби против «Динамо», которое завершилось поражением «канониров» со счетом 0:4. В дальнейшем постепенно продолжал привлекаться к матчам основной команды, однако в основном играл за молодёжную команду. К концу 2013 года сыграл в 6 матчах чемпионата, причем во всех довольствовался выходами на замену в концовке матча. Осенью 2013 года «канониры» снялись с чемпионата и Филиппов покинул команду.
В феврале 2014 года на правах свободного агента подписал контракт с мариупольским «Ильичёвцем». В сезоне 2015/16 выступал в составе краматорского «Авангарда», забил 8 голов. Интернет-изданием Sportarena.com включён в символическую сборную первой части сезона 2015/16. Летом 2016 года побывал на просмотре в клубе Премьер-лиги «Александрия».
В июне 2016 года прибыл на просмотр в черниговскую «Десну». На сборах забивал почти во всех матчах, в том числе в ворота вице-чемпиона Ирана, тегеранского «Персеполиса». 5 июля 2016 года подписал контракт с черниговским клубом. В первом матче за новую команду, проведённым на выезде против «Николаева», отличился голом и результативной передачей. Забил 2 мяча в матче с лидером Первой лиги, мариупольским «Ильичёвцем», и в результате был признан лучшим игроком тура. В матче 18-го тура с «Николаевом» забил гол ударом через себя в падении. По итогам первого полугодия забил 10 мячей и отдал 4 ассиста, став лучшим бомбардиром команды и одним из лучших в лиге. Первую половину сезона 2016/17 «Десна» завершила на 3-м месте, а Филиппов был признан одним из лучших нападающих дивизиона.
В марте 2017 года получил травму, от которой восстановился только в конце сезона. В матче последнего тура с «Ильичёвцем» вышел в основе и сравнял счёт. С 11 голами стал лучшим бомбардиром команды. «Десна» заняла 2-е место и должна была повыситься в классе, однако не была допущена в Премьер-лигу Федерацией футбола Украины.
В сезоне 2017/18 Филиппов забил 11 голов в чемпионате и 1 — в Кубке. С голом и двумя результативными передачами он сыграл ключевую роль в победе над «Ингульцом» (3:1), который в итоге проиграл «Десне» борьбу за 3-е место. «Десна» выиграла бронзовые медали и по результатам плей-офф вышла в Премьер-лигу.
В выездном матче 2-го тура Премьер-лиги против «Мариуполя», который завершился победой «Десны» со счётом 4;1, стал автором 2 мячей и 1 голевой передачи. Футбольными экспертами признан одним из лучших игроком тура.
В сентябре 2020 года стало известно, что украинский нападающий продолжит карьеру в бельгийском клубе «Сент-Трюйден».

## Сборная
С 2012 года вызывался в состав молодёжной сборной Украины. В её составе в августе 2012 года занял третье место на Мемориале Лобановского, сыграв в обоих матчах. А в январе 2013 года стал финалистом Кубка Содружества, сыграв в 4 матчах сборной и забил один гол.

## Достижения

### Командные
«Рига»
- Серебряный призёр чемпионата Латвии: 2022

«Десна»
- Серебряный призёр Первой лиги Украины: 2016/17
- Бронзовый призёр Первой лиги Украины: 2017/18

«Александрия»
- Серебряный призёр чемпионата Украины: 2024/25

### Личные
- Лучший игрок года в «Десне» (2): 2017, 2020